# Gigi Williams
Gigi Williams (eigentl. Georgette Williams; * 1950 in Los Angeles) ist eine US-amerikanische Maskenbildnerin. Sie ist als Make-up-Künstlerin in der US-Filmbranche tätig.

## Leben
Gigi Williams kam 1973 nach New York City, wo sie als Visagistin tätig wurde. Ab 1979 wurde sie als Make-up-Künstlerin und Friseurin in der Filmbranche tätig. Sie arbeitete bei großen internationalen Produktionen mit, darunter Léon – Der Profi (1994), Pearl Harbor (2001) oder Flightplan – Ohne jede Spur (2005). Ab dem Film Gone Girl – Das perfekte Opfer (2014) arbeitete sie mehrmals für den Regisseur David Fincher.
Für ihre Arbeit bei der Filmbiografie Mank wurde sie 2021 zusammen mit Colleen LaBaff und Kimberley Spiteri für den Oscar in der Kategorie Bestes Make-up und beste Frisuren sowie für den British Academy Film Award nominiert.
Insgesamt wirkte sie an über 85 Produktionen mit.

## Filmografie (Auswahl)
- 1979: Rock ’n’ Roll Highschool
- 1981: Das Tier (The Howling)
- 1985–1988: Geschichten aus der Schattenwelt (Fernsehserie, 18 Folgen)
- 1987: Glitzernder Asphalt (Street Smart)
- 1994: Léon – Der Profi (Léon)
- 1995: Lord of Illusions
- 2000: Next Friday
- 2001: Pearl Harbor
- 2001: Rush Hour 2
- 2004: Final Call – Wenn er auflegt, muss sie sterben (Cellular)
- 2005: Flightplan – Ohne jede Spur (Flightplan)
- 2006: Unbekannter Anrufer (When a Stranger Calls)
- 2006–2007: Studio 60 on the Sunset Strip (Fernsehserie, 21 Folgen)
- 2009: A Single Man
- 2011: Honey 2 – Lass keinen Move aus (Honey 2)
- 2014. Gone Girl – Das perfekte Opfer (Gone Girl)
- 2014: Inherent Vice – Natürliche Mängel (Inherent Vice)
- 2016: Mascots
- 2017–2019: Mindhunter (Fernsehserie, 12 Folgen)
- 2020: Mank